# Vengeons
Vengeons ist eine Ortschaft und eine ehemalige französische Gemeinde mit 456 Einwohnern (Stand 1. Januar 2022) im Département Manche in der Region Normandie. Sie gehörte zum Arrondissement Avranches und zum Kanton Le Mortainais.
Mit Wirkung vom 1. Januar 2016 wurden die bisherigen Gemeinden Sourdeval und Vengeons zur namensgleichen Commune nouvelle Sourdeval zusammengelegt. Die ehemaligen Gemeinden haben in der neuen Gemeinde den Status einer Commune déléguée. Der Verwaltungssitz befindet sich im Ort Sourdeval.

## Lage
Nachbarorte sind Saint-Germain-de-Tallevende-la-Lande-Vaumont im Norden, Chaulieu im Osten, die Commune déléguée Sourdeval im Süden, Beauficel im Südwesten und Gathemo im Nordwesten.

## Bevölkerungsentwicklung
| Jahr      | 1962 | 1968 | 1975 | 1982 | 1990 | 1999 | 2008 | 2015 |
| --------- | ---- | ---- | ---- | ---- | ---- | ---- | ---- | ---- |
| Einwohner | 619  | 635  | 610  | 578  | 552  | 518  | 487  | 470  |

## Sehenswürdigkeiten

Kirche Saint-Germain

- Kirche Saint-Germain